# オモイガワ
オモイガワ（別名：思川桜、学名：Cerasus × subhirtella ‘Omoigawa’）は日本の栃木県小山市原産の栽培品種のサクラ。1954年（昭和29年）に小山市の小山修道院の庭先で東京大学理学部付属植物園元主任の久保田秀夫がジュウガツザクラの実生を採取して植えて育てたところ、ジュウガツザクラとは違う特性を持ったサクラが育った。これを日光植物園で栽培品種の新種として固定し、小山修道院の付近を流れる思川に因んで命名されたのがオモイガワである。現在は森林総合研究所の詳細な遺伝子解析の結果により、遺伝的には野生種のエドヒガン、マメザクラ、オオシマザクラの遺伝子を受け継いでいることが判明しており、ジュウガツザクラ（母体はエドヒガンとマメザクラ）にソメイヨシノ（母体はエドヒガンとオオシマザクラ）の花粉が交雑して誕生したと推測されている。

## 特徴

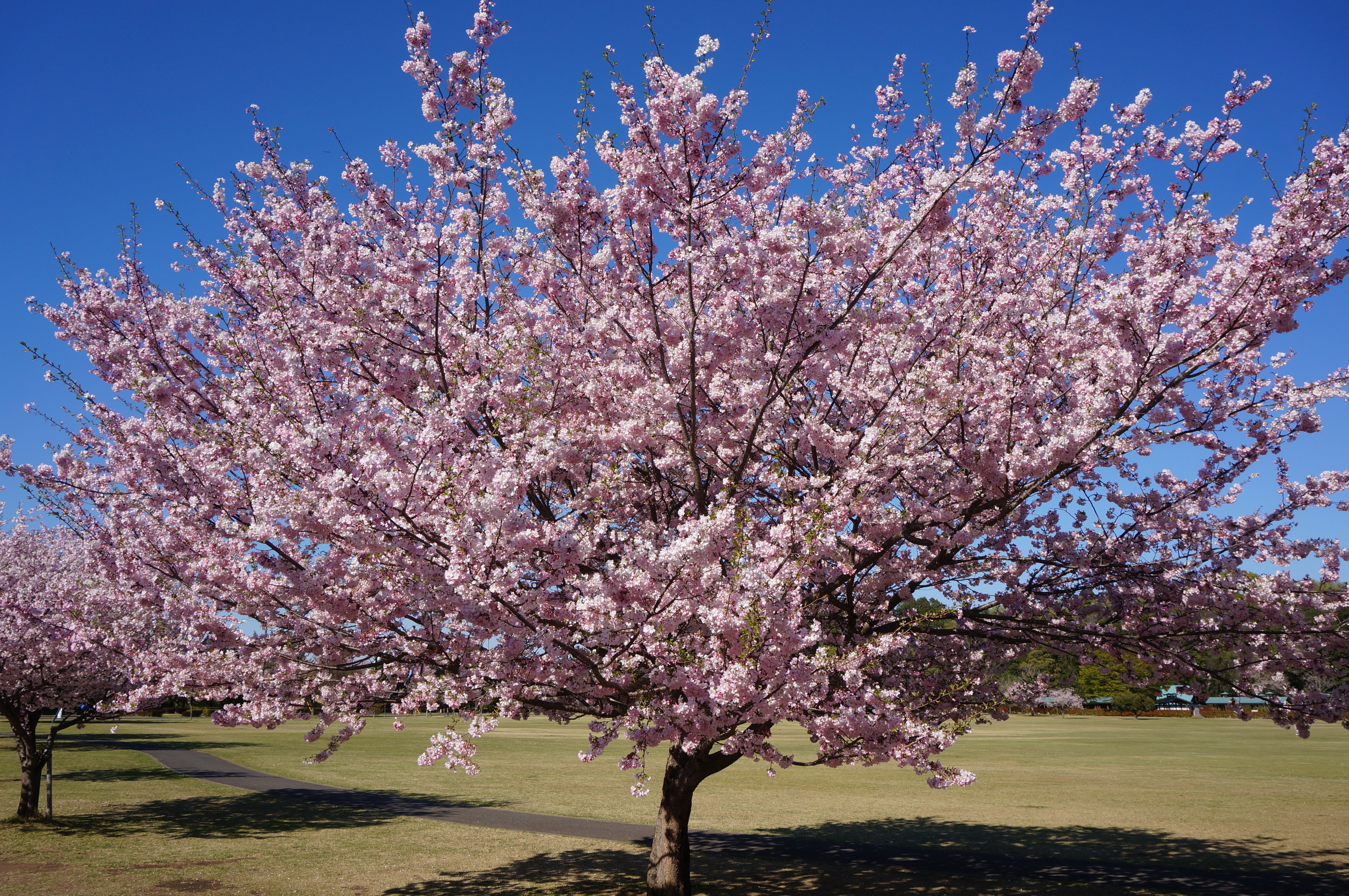
小山市、小山総合公園にて

落葉亜高木で樹形は横に伸びる傘状。ジュウガツザクラに比べて花の大きさは小さめな中輪、花弁のピンクの色が比較的鮮やかな淡紅、花弁は半八重で6から10枚ほどになる。ジュウガツザクラとは違い春にだけ咲き、花期は小山市ではソメイヨシノとヤエザクラの中間の4月中旬。

## 小山市におけるオモイガワ
小山市では1978年（昭和53年）7月10日にオモイガワを市の花に制定しており、2001年（平成13年）から始めた桜の里親制度で植えられたものだけで2019年（平成31年）時点で市内に2000本以上が植えられている。思川右岸の白鷗大学大行寺キャンパス裏手の思川堤防、思川左岸の思川流域堤防や小山総合公園内や小山市役所裏、小山駅や琵琶塚古墳と摩利支天塚古墳周辺の街路樹に多く植えられている。

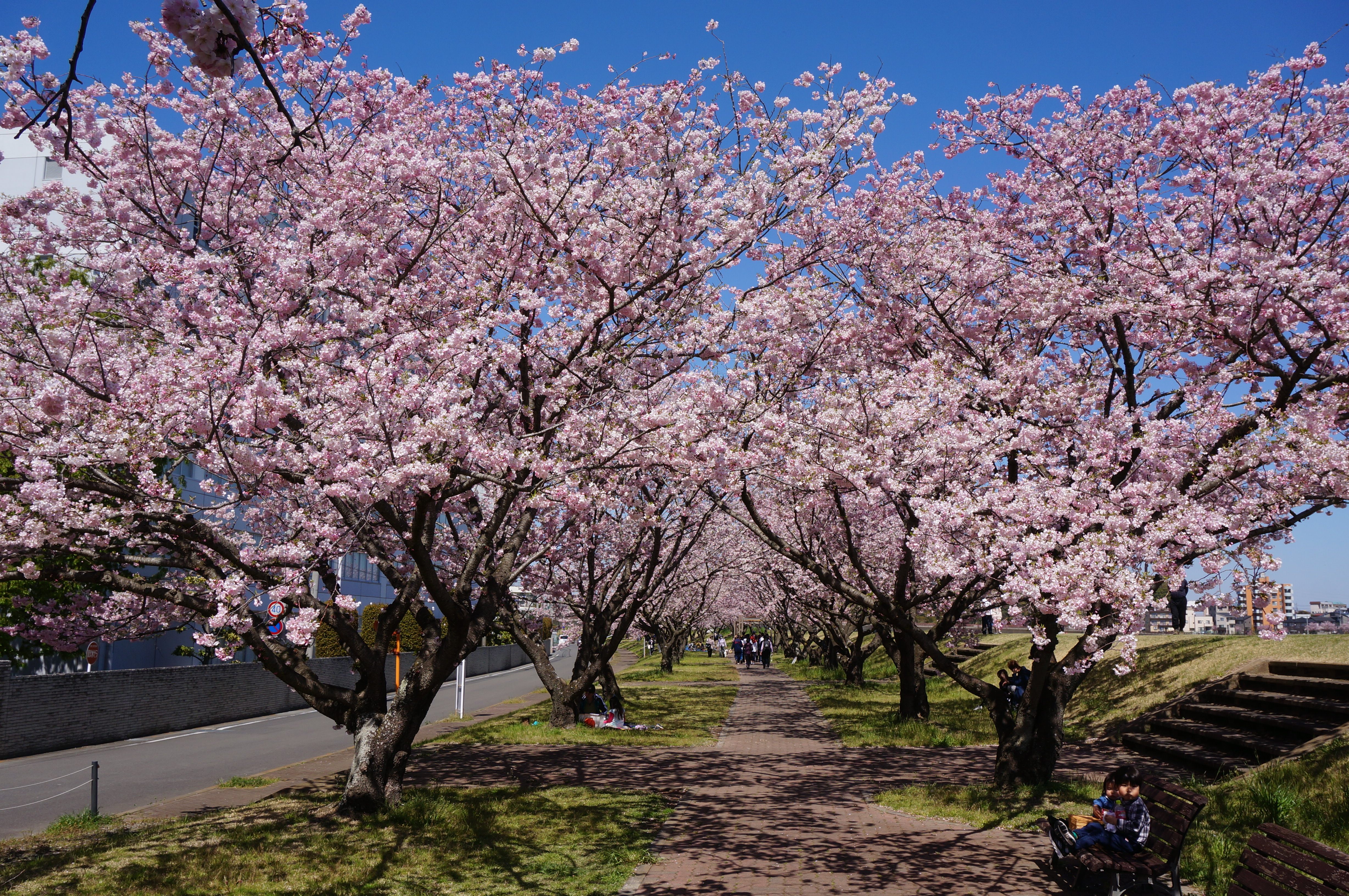
小山市、白鷗大学大行寺キャンパス裏手にて
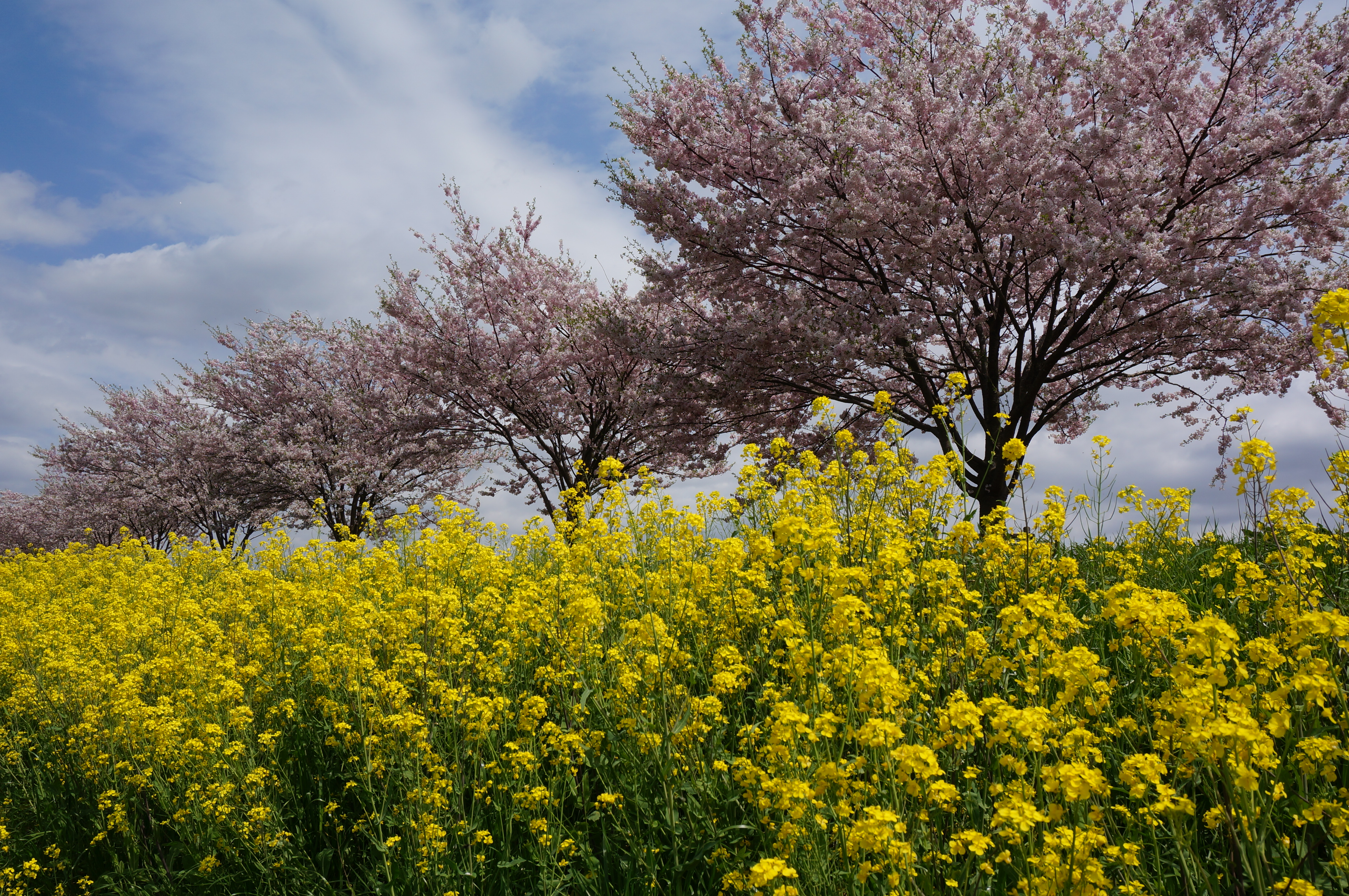
小山市、思川左岸流域 乙女橋南の桜堤にて

## 派生種

### オモイデザクラ
1996年に長野県飯田市在住の森田和市が飯田市内に植栽されていたオモイガワの果実を20粒採取して、その種子を種まきしたところ5本が育った。このうちの1本が従来のオモイガワより花弁数が多い15から21枚であり鑑賞性が高いものであった。この1本を接木により苗木を増殖・育成して、98項目の特性を継続的に観察・調査し続けた結果、原木のオモイガワと比較して違う特性が固定されていたと判明したため、2018年6月18日に日本花の会により、新たな栽培品種オモイデザクラ（思伊出桜）として認定された。命名はオモイガワの「思」と「伊那谷から出た桜」の意味を組み合わせたことに由来する。特徴はオモイガワと類似するが、花弁数が15から21枚の八重咲・中輪花である点で異なり、葉が開くのが開花後な上に多花性のため、オモイガワ以上に高い観賞性をもつ品種であるとされている。